# Всесвітня золота рада
Всесвітня рада по золоту (англ. World Gold Council) — організація, створена в 1987 році основними виробниками золота у світі з метою стимулювання попиту на золото. В даний час членами Всесвітньої Ради по золоту є компанії, на частку яких припадає близько 60% світового видобутку і виробництва золота.
Об'єднуючи більшість виробників золота, Рада діє таким чином, щоб впливати на всю структуру споживання золота в різних формах: в ювелірній промисловості, при виробництві промислової продукції, на інвестиційних ринках.
За статутом членами Всесвітньої ради по золоту можуть стати компанії, які видобувають не менше 100000 тройських унцій золота в квартал.
Штаб-квартира Всесвітньої Ради по золоту знаходиться в Лондоні. Представництва (офіси) Ради знаходяться також в інших частинах світу: 
- Америка: Нью-Йорк
- Азія: 
Японія (Токіо);
Сінгапур;
Китай (Пекін, Шанхай);
Туреччина (Стамбул);
Об'єднані Арабські Емірати (Dubai);
Індія (Мумбаї, Ченнаї).